# ナショナルトレセン
ナショナルトレセン
1. 日本サッカー協会のトレセン制度における最上位の講習会。本項ではこれについて述べる。
2. 上記講習会を含む、さまざまな強化活動に利用する日本サッカー協会の施設（ナショナルトレーニングセンター）の略称。Jヴィレッジと清水ナショナルトレーニングセンター（J-STEP）「堺市立サッカー・ナショナルトレーニングセンター」（J-GREEN堺）の3カ所がある。堺市のトレセンは2010年に大阪府堺市臨海地区に開設しナショナルトレーニングセンターとして指定している。

ナショナルトレセンは、日本サッカー協会（JFA）によるトレセン制度の最上位にある日本全国規模の講習会である。
トレセン制度（ナショナルトレーニングセンター制度）とは、特に将来を嘱望される若年層のサッカー選手に対して、良質の指導と高いレベルでの選手交流の場を提供するとともに、将来の日本代表として活躍する可能性を持った選手を発掘するものである。
対象地域および主催協会によって下位から順に市町村トレセン、地区トレセン、都道府県トレセン、地域トレセンを設置している。それらを通じて日本全国から選抜された選手がナショナルトレセンに参加する。ナショナルトレセンは年代別にU-16、U-14、U-12の3種類を用意している。U-16およびU-14は集中開催だが、U-12は2003年度より地域ごとの分散開催形式に移行している。

## 指導者講習会
トレセン制度のもうひとつの目的は、サッカー指導者の育成である。ナショナルトレセンでは並行して指導者向けの講習会も行い、指導者自身の技術向上に加え、若年層および日本サッカー界全般において克服すべき課題などについて、日本全国の指導者が共通の認識を持つことを目的としている。
ナショナルトレセンに参加できる指導者の数には限りがあるため、各地域や都道府県のサッカー協会では、参加した指導者による「伝達講習会」を開催して、地域での情報共有とレベルアップを図っている。